# Adolf Kunstwadl
Adolf Kunstwadl (Múnich, 8 de febrero de 1940 - Múnich, 12 de noviembre de 2016), fue un futbolista alemán que jugó para el Bayern de Múnich y Wacker München.
Kunstwadl fue el primer capitán del Bayern de Múnich en la 1. Bundesliga.

## Clubes

### Juvenil
| Club             | País     | Año         |
| ---------------- | -------- | ----------- |
| Bayern de Múnich | Alemania | 1956 - 1961 |

### Profesional
| Club             | País     | Año         | Partidos | Goles |
| ---------------- | -------- | ----------- | -------- | ----- |
| Bayern de Múnich | Alemania | 1961 - 1967 | 99       | 2     |
| Wacker München   | Alemania | 1967 - 1974 | 134      | 2     |